# 1411
Cette page concerne l'année 1411  du calendrier julien. Pour l'année 1411 av. J.-C., voir 1411 av. J.-C.
L'année 1411 est une année commune qui commence un jeudi.

## Événements
- 6 juillet : retour en Chine de la troisième expédition de Zheng He dans l'océan Indien. Il a visité Cochin, Calicut et Ceylan et les a proclamé vassal de la Chine[1]. Lors de son passage sur la côte Ouest de Ceylan, il vainc et capture le roi Alagakkonara avec sa famille et ramène les prisonniers à Pékin[2].
- 27 juillet : mort de Muzaffar Shah, sultan du Gujarat (Inde). Son petit-fils Ahmed Shah lui succède et inaugure son règne par la fondation d'une nouvelle capitale, Ahmedabad[3].

- Le roi d'Éthiopie David Ier abdique en faveur de son fils Théodoros, qui meurt en 1414[4].

### Europe

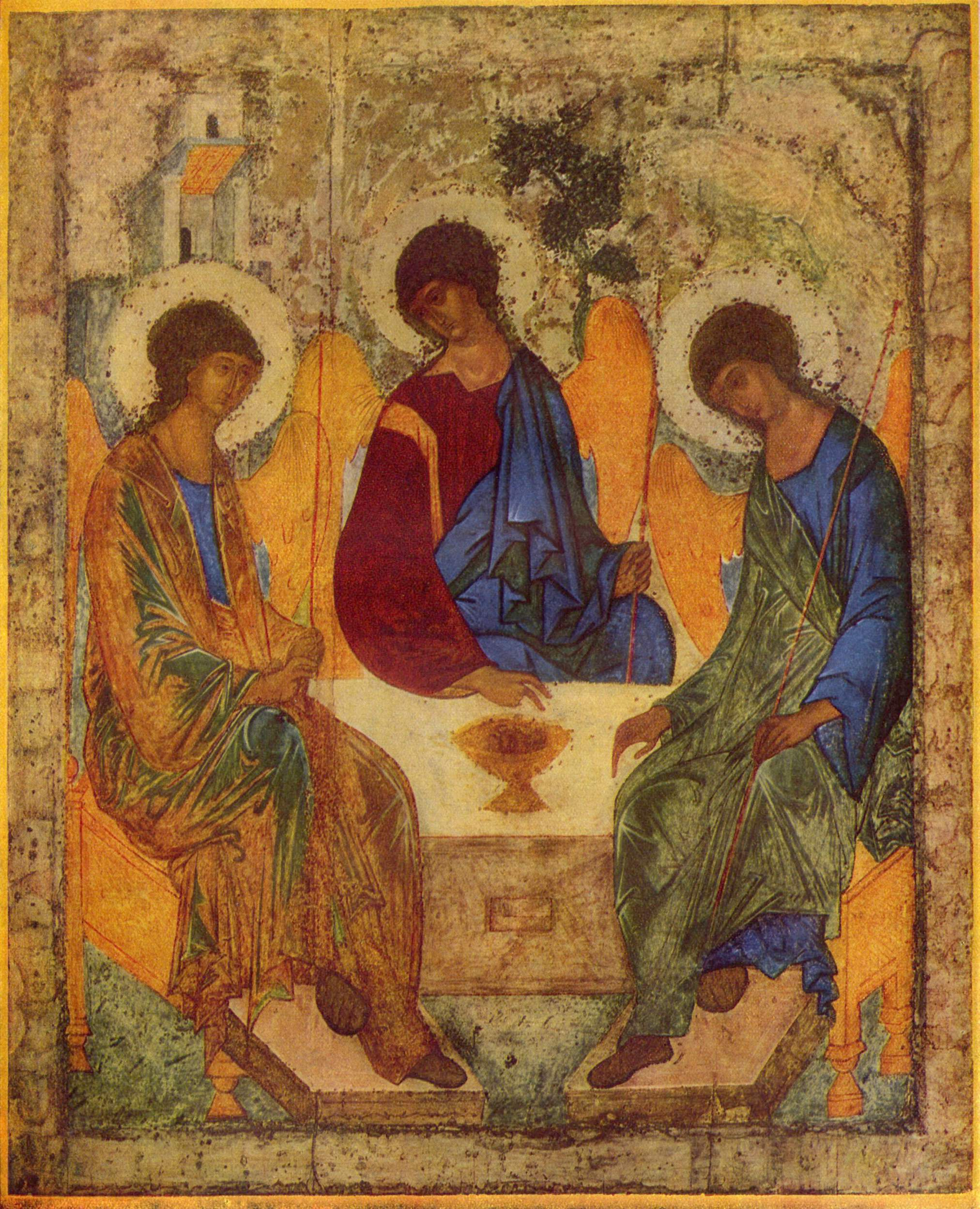
Le peintre russe Andreï Roublev peint l’icône de la Trinité.

- 18 janvier : Sigismond de Luxembourg, seul empereur romain germanique à la mort de Jobst de Moravie[5] (fin en 1437).
- 1er février : Ladislas II Jagellon impose la première paix de Toruń aux chevaliers teutoniques. La Samogitie revient à la Lituanie. Fin de la guerre entre l'Union de Pologne-Lituanie et l'ordre Teutonique[6].
- 21 février : excommunication par le pape Grégoire XII de Jean Hus, qui a pris position contre les indulgences[7].
- 15 mars : la sentence d'excommunication de Jean Hus est rendue publique[7].
- 19 mai : victoire de Louis II d'Anjou sur Ladislas Ier de Naples à Roccasecca[8], mais échec de la reconquête de Naples.
- 3 juin : partage du patrimoine léopoldin des Habsbourgs à la mort de Léopold IV de Habsbourg. Le jeune Albert de Habsbourg gouverne en Autriche[9].
- 18 juillet, Jargeau : après le déclenchement d'un conflit ouvert entre les Armagnacs et les Bourguignons en France, le jeune duc d’Orléans Charles Ier réclame justice pour le meurtre de son père Louis Ier. Le duc de Bourgogne Jean sans Peur répond à son défi le 13 août[10]. Alliance entre les Bourguignons et l’Angleterre. Henri V de Lancastre, sollicité par les deux factions, prend parti pour Jean sans Peur[11].
- 21 juillet : l'antipape Benoît XIII se réfugie à Peñíscola[12].
- 24 juillet : bataille de Harlaw entre les clans des Highlands et le comte de Mar[13].
- 23 octobre : Jean sans Peur entre dans Paris[11].
- 31 octobre : traité de paix entre le Portugal et la Castille signé à Ayton. Dénouement de la crise portugaise de 1383-1385[14].
- 8 - 9 novembre : victoire du duc de Bourgogne sur l'armée des écorcheurs à Saint-Cloud[11]. Massacre de nombreux Armagnacs par les Bourguignons dans les environs de Paris.
- 24 novembre : le canton d'Appenzell signe un traité de combourgeoisie avec la Confédération suisse sauf Berne[15].
- Décembre : le dominicain saint Vincent Ferrier se rend à la cour de Castille[16]. Il obtient de nombreuses conversions de Juifs en Castille.

- Yolande d'Aragon réprime une mutinerie en Provence en l’absence de son mari Louis II d'Anjou, qui guerroyait en Italie[17].
- L'émir de Grenade assiège et prend Gibraltar à la dynastie mérinide du Maroc[18].